# Maurice Delvart
Maurice Paul Léon Delvart (Bourecq, Pas-de-Calais, 21 de setembre de 1899 - París, 24 de desembre de 1986) va ser un atleta francès, especialista en els 400 metres llisos, que va competir a començaments del segle xx.
El 1920 va prendre part en els Jocs Olímpics d'Anvers, on disputà dues proves del programa d'atletisme. En la cursa del 4x400 metres relleus, formant equip amb Georges André, Gaston Féry i André Devaux, guanyà la medalla de bronze. En els 400 metres quedà eliminat en sèries.
Va establir el rècord del món en els 500 metres.

## Millors marques
- 400 metres. 50.1" (1922)[1]